# Music of the Spheres (álbum de Mike Oldfield)
Music of the Spheres es un álbum del músico inglés Mike Oldfield lanzado en el Reino Unido el 17 de marzo de 2008. Cuenta con las colaboraciones de la soprano neozelandesa Hayley Westenra en el tema "On My Heart" y del pianista chino Lang Lang en seis de sus pistas.
El álbum, el segundo con Mercury Records y su primer trabajo clásico, se basa en el concepto de la "musica universalis" o armonía de las esferas. Una edición limitada con dos CD se lanzó el 24 de noviembre de 2008  e incluía tanto la versión de estudio como grabaciones en directo. Estuvo nominado a los "Classical BRIT Awards"  en 2009.

## Historia
En una entrevista en la BBC Radio 2, Oldfield desveló que estaba trabajando en un nuevo proyecto instrumental y sin baterías así como la posibilidad de una gira. Y en otra entrevista dijo que el álbum se iba a basar en la festividad de Halloween en lugar de la película del mismo nombre, en la que solo introdujo una guitarra clásica y un piano.

### Grabación
En un principio el álbum estaba escrito con elementos electrónicos, como Light + Shade, pero tan pronto como el álbum vio la luz, se convirtió en un álbum orquestal. El sencillo "Spheres" es uno de los primeros que dio el álbum. Oldfield escribió la mayoría de los temas en el Sibelius en Macintosh. Una cosa que sí que noto Oldfield al grabar fue que crear la orquestación llevaba mucho tiempo y que la velocidad variaba demasiado.
En un programa de televisión, mientras promocionaba su autobiografía, Oldfield dijo que iba a grabar el disco con Karl Jenkins y una orquesta al completo en los estudios Abbey Road a principios de junio de 2007, nueve meses antes de la fecha de lanzamiento. Y en otro programa de radio desveló que Lang Lang había grabado los temas donde colaboraba desde los estudios Legacy Recording en Nueva York, usando iChat y un piano Steinway.

### Lanzamiento
El lanzamiento del álbum se retrasó varias veces por distintos motivos. La fecha para la que estaba programada era la de Halloween, pero al final se retrasó hasta noviembre de 2007. En septiembre de ese año, Oldfied y Universal Records decidieron retrasarlo hasta enero alegando razones personales. Sin embargo, en noviembre el lanzamiento se pospuso hasta marzo de 2008, ya que por entonces Oldfield visitaba con frecuencia España. También iba a ser el primer álbum clásico en ser publicado en una memoria USB, pero al final solo se publicó en CD y en Internet. En iTunes el álbum está disponible con material adicional. Y en 24 de noviembre de 2008 se lanzó una versión limitada que incluía tanto la versión de estudio como la versión en directo.

### Live fromBilbao
El 7 de marzo de 2008 se organizó una rueda de prensa en el Museo Guggenheim Bilbao, y como parte de los actos de presentación, Oldfield interpretó parte del álbum con la Orquesta Sinfónica de Euskadi, la Sociedad Coral de Bilbao y la soprano Hayley Westenra.

## Logros
El álbum fue el número uno de la lista de clásicos del Reino Unido, según la revista "Music Week". También fue el número nueve en la lista de álbumes del Reino Unido, haciendo del álbum el más exitoso de los años 2000. Otro logro que consiguió fue el de ser el segundo álbum de clásicos mejor vendido del 2008. Disco de Oro en España 6# position charts. Se hizo un concierto presentación en el "Guggenheim" en Bilbao, con el "Coro y Voces" del Orfeón Donostiarra, de acompañamiento.

## Lista de temas

### Álbum de estudio
Todas las canciones escritas y compuestas por Mike Oldfield. 
| N.º | Título                                              | Part beginnings | Duración |  |
| 1.  | «Harbinger»                                         | Part One        | 4:08     |  |
| 2.  | «Animus»                                            |                 | 3:09     |  |
| 3.  | «Silhouette»                                        |                 | 3:19     |  |
| 4.  | «Shabda»                                            |                 | 4:00     |  |
| 5.  | «The Tempest»                                       |                 | 5:48     |  |
| 6.  | «Harbinger (reprise)»                               |                 | 1:30     |  |
| 7.  | «On My Heart» (featuring Hayley Westenra)           |                 | 2:27     |  |
| 8.  | «Aurora»                                            | Part Two        | 3:42     |  |
| 9.  | «Prophecy»                                          |                 | 2:54     |  |
| 10. | «On My Heart (reprise)» (featuring Hayley Westenra) |                 | 1:16     |  |
| 11. | «Harmonia Mundi»                                    |                 | 3:46     |  |
| 12. | «The Other Side»                                    |                 | 1:28     |  |
| 13. | «Empyrean»                                          |                 | 1:37     |  |
| 14. | «Musica Universalis»                                |                 | 6:24     |  |

### Live from Bilbao
Todas las canciones escritas y compuestas por Mike Oldfield. 
| N.º | Título                  | Duración |  |
| 1.  | «Harbinger»             | 4:09     |  |
| 2.  | «Animus»                | 3:05     |  |
| 3.  | «Silhouette»            | 3:19     |  |
| 4.  | «Shabda»                | 4:02     |  |
| 5.  | «The Tempest»           | 5:38     |  |
| 6.  | «Harbinger (reprise)»   | 1:27     |  |
| 7.  | «On My Heart»           | 2:26     |  |
| 8.  | «Aurora»                | 3:38     |  |
| 9.  | «Prophecy»              | 2:58     |  |
| 10. | «On My Heart (reprise)» | 1:08     |  |
| 11. | «Harmonia Mundi»        | 3:10     |  |
| 12. | «The Other Side»        | 1:27     |  |
| 13. | «Empyrean»              | 1:57     |  |
| 14. | «Musica Universalis»    | 6:13     |  |

### Versión eniTunes
Esta versión incluye "Music of the Spheres", "Music of the Spheres- Live from Bilbao" y entrevistas.
| Entrevistas |                           |          |  |
| N.º         | Título                    | Duración |  |
| 1.          | «Mike Oldfield interview» | 3:03     |  |
| 2.          | «Karl Jenkins interview»  | 2:09     |  |

## Spheres
"Spheres"" es un single digital lanzado el 3 de marzo de 2008. Es un tema que forma parte de la fase conceptual del álbum y contiene partes de "Harbinger" y "Shabda". A pesar de que fue publicado al margen del álbum, la pieza vocal "On my Heart" fue usada como promoción para ser interpretada en programas de televisión.

## Significado de los temas
Uno de los temas del álbum se titula "Musica Universalis" o armonía de las esferas, una antigua teoría filosófica que dice que los movimientos de los cuerpos celestes se basan en la música. También hace referencia al nombre de la discográfica, Universal Music. Ésta no es la primera vez que Oldfield recurre a un recurso como este para titular uno de sus temas, ya que en su anterior disco, había titulado a un tema "Quicksilver". Este nombre, en inglés hace referencia en inglés al mercurio y a su vez a la discográfica con la que grabó el disco, la Mercury Records.

## Personal
- Mike Oldfield – guitarra clásica, productor y mezclas.
- Hayley Westenra – voces
- Lang Lang – piano en las pistas 1, 2, 3, 5, 6 y 9.
- Karl Jenkins – orquestación, director y productor
- Sinfonía Sphera Orchestra

### Sinfonía Sphera Orchestra
La Sinfonía Sphera Orcherstra son:
| - Coros: - Mary Carewe - Jacqueline Barron - Nicole Tibbels - Mae McKenna - Heather Cairncross - Sarah Eyden - Primeros violines: - Richard Studt (concertino) - Judith Temppleman - Tom Piggott-Smith - Harriott McKenzie - Tristan Gurney - Jemma McCrisken - Amy Cardigan - Joanna McWeeney - Gillon Cameron - Louisa Adridge - Kotono Sato - Jeremy Morris - Miriam Teppich - Vladimir Naumov - Segundos violines: - Peter Camble-Kelly - Emma Parker - Sophie Appleton - Jenny Chang - Holly Maleham - David Lyon - Nicholas Levy - Joanna Watts - Lucy Hartley - Jo West - Sarah Carter - Elizabeth Neil - Violas: - John Thorn - Rachel Robson - Edward Vanderspar - Emma Owens - Vincent Green - Olly Burton - Rachel Dyker - Sarah Chapman - Fay Sweet - Holly Butler - Violoncellos: - Sally Pendlebury - Jonny Byers - Chris Worsey - Verity Harding - Chris Fish - Lucy Payne - Morwenna Del Mar - Ben Trigg - Contrabajos: - Sian Hicks - Hugh Sparrow - Jeremy Watt - Kylie Davis - Frances Casey - Ben Griffiths - Flautas: - Gareth Davies - Juliette Bausor - Oboes: - Roy Carter - Rosie Jenkins - Clarinetes: - Chris Richards - Nick Ellis - Fagots: - Steven Reay - Louise Chapman - Trompas: - Peter Francomb - Dave Tollington - Joe Walters - Evgeny Chebykin - Trompetas: - Gareth Small - Edward Pascal - Tom Watson - Trombones: - Simon Willis - James Adams - Trombón bajo: - Rob Collinson - Tuba: - Alex Kidston - Timbales: - Steve Henderson - Percusión: - Gary Kettel - Paul Clarvis - Sam Walton - Neil Percy |

### Personal adicional
- Miles Showell – Masterización
- Simon Rhodes – Ingeniero
- Rupert Christie – Asistente de producción
- Richard King – Ingeniero

- Datos: Q201246